# Вачи
Вачи (лак. Ваччи) — село в Дагестане, административный центр Кулинского района.
Образует сельское поселение село Вачи как единственный населённый пункт в его составе.

## География
Расположено в 100 км к юго-западу от города Махачкала, в долине реки Хунних (бассейн реки Казикумухское Койсу).

## Население
| \| 1888[3] \| 1895[4] \| 1926[5] \| 1939[6] \| 1959[7] \| 1970[8] \| 1979[9] \| \| -------- \| -------- \| -------- \| -------- \| -------- \| -------- \| -------- \| \| 809 \| ↗827 \| ↘771 \| ↗849 \| ↘796 \| ↘666 \| ↘661 \| \| 1989[10] \| 2002[11] \| 2010[12] \| 2012[13] \| 2013[14] \| 2014[15] \| 2015[16] \| \| ↗786 \| ↘667 \| ↗817 \| ↗863 \| ↗885 \| ↗889 \| ↘882 \| \| 2016[17] \| 2017[18] \| 2018[19] \| 2019[20] \| 2020[21] \| 2021[22] \| 2023[23] \| \| ↗894 \| →894 \| ↘876 \| ↗887 \| ↘885 \| ↗1430 \| →1430 \| \| 2024[24] \| 2025[1] \| \| \| \| \| \| \| ↘1429 \| ↗1436 \| \| \| \| \| \| 250 500 750 1000 1250 1500 1926 1989 2014 2019 2025 |       |      |      |      |       |       |
| 1888 | 1895  | 1926 | 1939 | 1959 | 1970  | 1979  |
| 809 | ↗827  | ↘771 | ↗849 | ↘796 | ↘666  | ↘661  |
| 1989 | 2002  | 2010 | 2012 | 2013 | 2014  | 2015  |
| ↗786 | ↘667  | ↗817 | ↗863 | ↗885 | ↗889  | ↘882  |
| 2016 | 2017  | 2018 | 2019 | 2020 | 2021  | 2023  |
| ↗894 | →894  | ↘876 | ↗887 | ↘885 | ↗1430 | →1430 |
| 2024 | 2025  |      |      |      |       |       |
| ↘1429 | ↗1436 |      |      |      |       |       |

Жители селения Вачи говорят на лакском языке вачи-кулинском диалекте.

## История
Основано около 1500 лет назад. Возможно, село названо именем царя Албании Ваче. Известный российский историк Лавров писал: «Любопытно, что Вачи и ближайшие к нему селения — Сумбатль (Сумбатӏуль) и Хосрех (Хъусращи) — носят имена средневековых персидских и албанских деятелей — Ваче, Сумбата и Хосрова». Село было знаменито талантливыми ремесленниками: сапожниками, шапочниками, лудильщиками, кузнецами, которые выезжали в плоскогорные районы Дагестана и в Закавказье. В 1926 году в с. Вачи была открыта начальная школа.
Вачинцы наряду с другими народами Дагестана принимали активное участие в разгроме войск Надир-шаха, в первой половине 1742 года, по некоторым свидетельствам 40 вачинцев предприняли попытку пленить Надир-шаха что закончилось для них трагически.
с 1860 года в составе Аштикулинского наибства Кази-Кумухского округа.
В 1877 году на территории современного Дагестана происходит антиколониальное восстание против гнёта Российской империи, в нём активное участие приняли жители села Вачи, результатом стало жёсткое подавление восстания со стороны царской администрации и по некоторым оценкам в ссылку в Сибирь было отправлено более 4000 лакцев, что отразилось в народной лакской песне Сибирь

При советской власти на территории села Вачи был создан колхоз им. Тельмана, в середине 1930-х годов Магомедом Шамхаловым было создано малое индустриальное предприятие ткацкая артель.
Одной из достопримечательностью села Вачи является мост Хъун Ламу(Большой Мост) построенный в 1612 году, мост арочного типа.

## Известные жители
- Саидов, Гарун Саидович (1891—1919) — лакский писатель, революционер.